# Wymazane
Wymazane – powieść Michała Witkowskiego opublikowana po raz pierwszy 25 września 2017 r.
Bohaterem utworu jest Damian Piękny – urodziwy młody chłopak z prowincjonalnej miejscowości Wymazane. Damian marzy o sławie i wyrwaniu się z niewielkiego miasteczka. Pożądający starych, grubych kobiet młodzieniec nawiązuje romans z lokalną kobietą biznesu o pseudonimie Alexis. Powieść, oprócz losów Damiana, opowiada też historię Alexis oraz przedwojenne i wojenne losy babci głównego bohatera.
Autor określił swoją powieść jako przewrotny romans lub harlequin a rebours, z elementami innych popularnych gatunków, w tym horroru. Książka opowiada historię polskiej transformacji, jest też opowieścią o cierpieniu, umieraniu i pragnieniach, a także o kapitalizmie.

## Recenzje
Książka otrzymywała mieszane recenzje – Przemysław Czapliński uznał, że pisarz stworzył rewelacyjny portret prowincji oraz banalną historię ucieczki z małego miasteczka. Stwierdzał też, że choć powieść jest dowodem ogromnego talentu, to jednak żaru chyba zabrakło. Marta Kaźmierska wskazywała na ironiczny język autora, pomagającego mu stworzyć przenikliwy i intrygujący obraz z dobrze znanych elementów codzienności i powszedniego krajobrazu. Justyna Sobolewska wskazuje, że Wymazane zawiera wszystko, co najlepsze w pisarstwie Witkowskiego – podszyty smutkiem humor i groteska. Chwaliła też zawarty w powieści obraz prowincji i zdolność autora do tworzenia opowieści. Dominik Antonik w "Dwutygodniku" wskazuje, że postacie powieściowe są płaskie i nie ewoluują, mimo tego, co zmienia się w ich życiu. Choć niektóre fragmenty uznaje za znakomite, uważa powieść za najgorzej skonstruowany utwór autora, złożoną z niedopasowanych fragmentów, przypadkowych wątków i zbędnych postaci.

## Nagrody i nominacje
- 2018 – nominacja do Nagrody Literackiej „Nike”[6]